# Iglesia de Santa Maria de Aviá

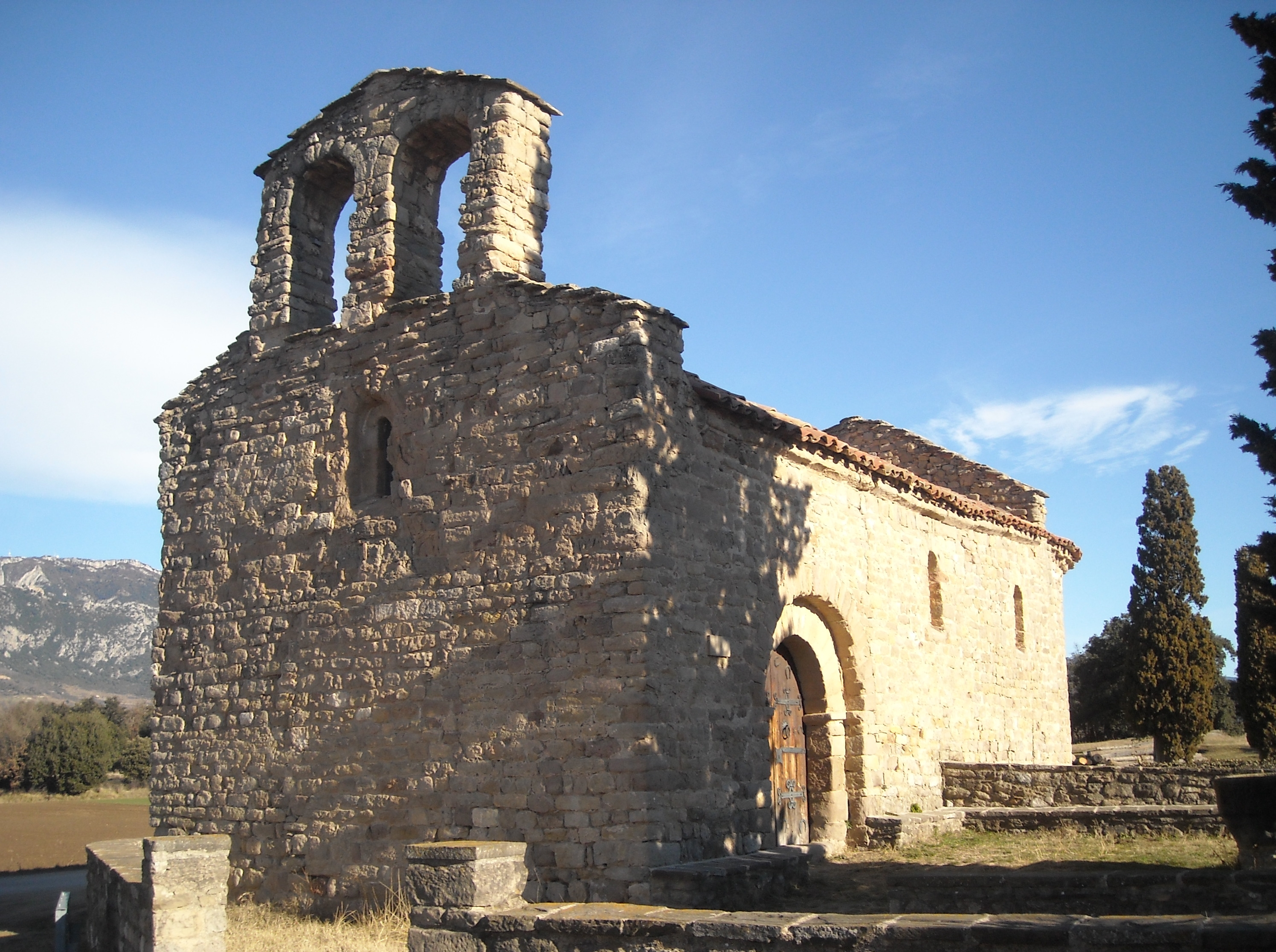
Iglesia de Santa Maria de Aviá.

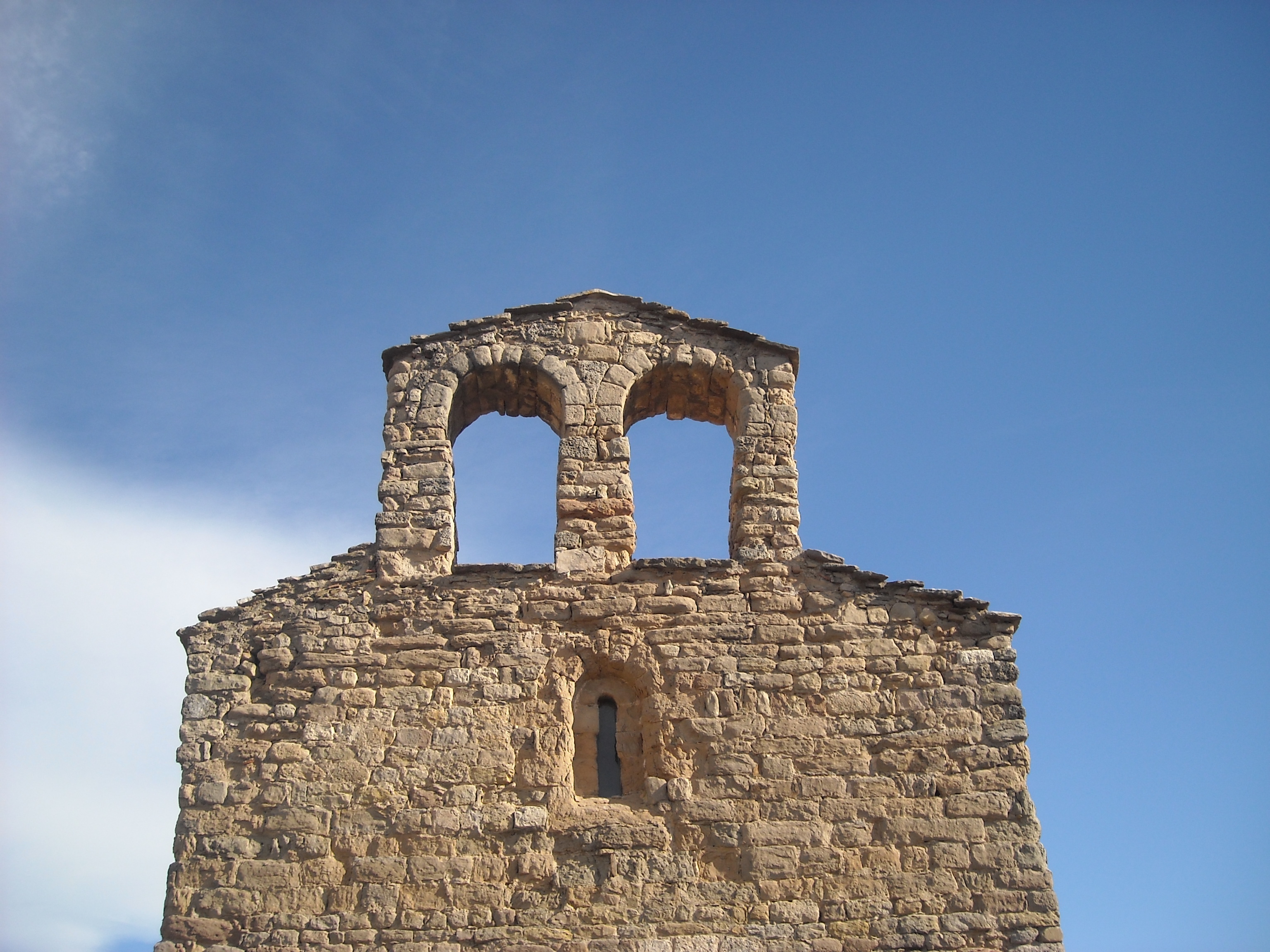
Campanario de españada de la iglesia.

La iglesia de Santa Maria de Aviá está situada en la población de Aviá dentro la comarca catalana del Bergadá (Barcelona, España).
Consta como una donación al Monasterio de San Lorenzo de Bagá, en el año 983 en el acta de la consagración.
de este. Mantuvo el carácter parroquial hasta el año 1312. En la actualidad depende de la iglesia de San Martín de Aviá.

## El edificio

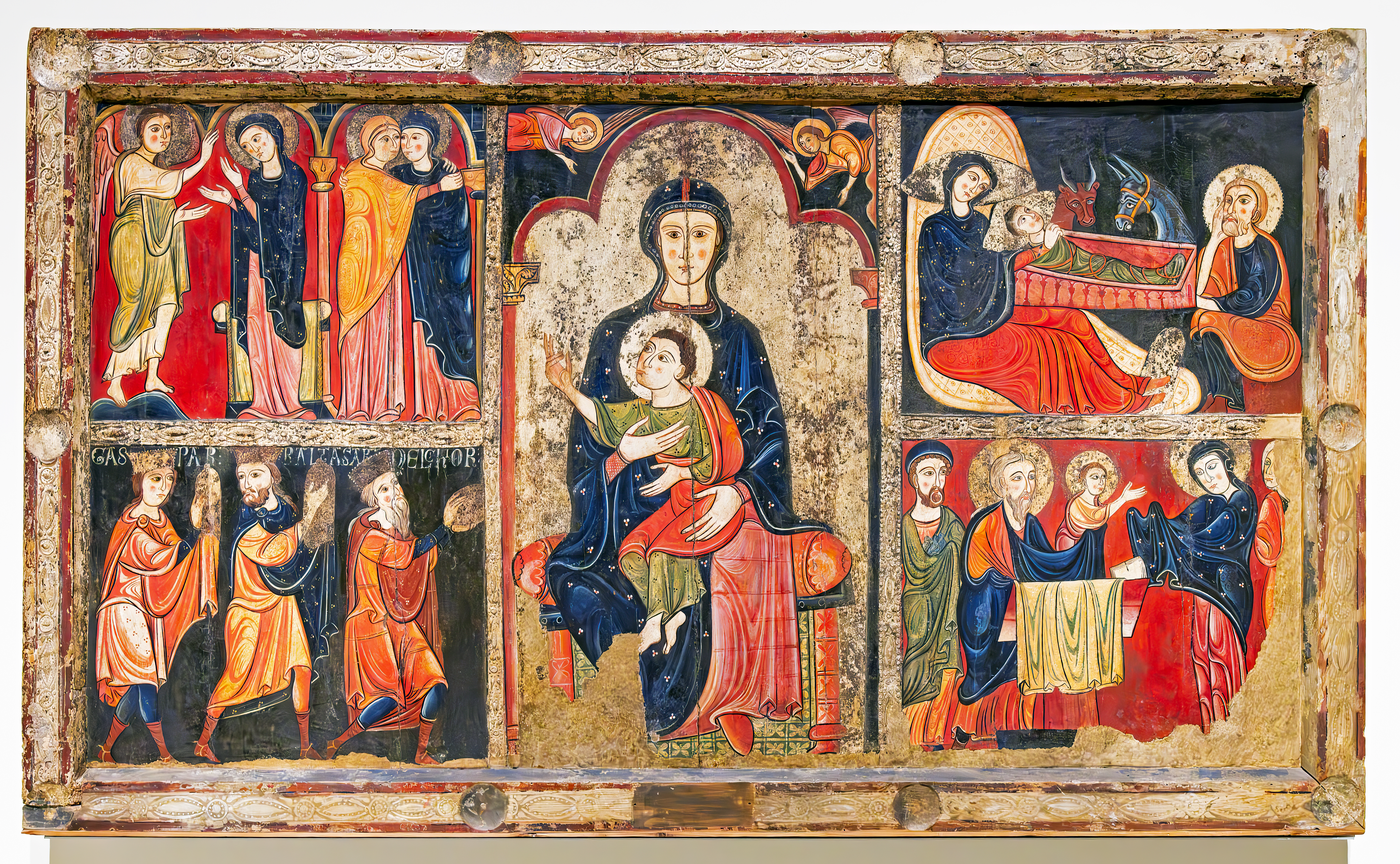
Frontal de Avià.

Su construcción, románica está datada de mediados del siglo XII. De una sola nave con un ábside semicircular de similares medidas de altura y anchura que la nave. Tiene una cubierta de bóveda de cañón de medio punto que está reforzada por dos arcos torales. Presenta cuatro ventanas una en el centro del ábside, dos en el muro sur y una en el muro oeste, todas con dos arcos de medio punto, en el interior monolítico y en el exterior con dovelas.
La puerta de entrada está formada por dos arcos en degradación de medio punto. El campanario es de espadaña con dos huecos, no apreciándose exteriormente ninguna clase de ornamentación.
En el interior de la iglesia se puede ver una copia del frontal de altar cuyo original se conserva en el Museo Nacional de Arte de Cataluña, de la primera mitad del siglo XIII, representando en la parte central la figura de la Virgen y el Niño y en los extremos de la tabla, escenas de la vida del Niño Jesús y la Virgen María.